# Maledetta primavera
«Maledetta primavera» (en español «Maldita primavera») es una canción en italiano escrita por Paolo Amerigo Cassella y Totò Savio e interpretada por Loretta Goggi en 1981 en el XXXI Festival de San Remo, donde obtuvo el segundo lugar, logrando un gran éxito en Italia, lo que supuso el despegue de la carrera de Goggi. La versión en español, interpretada por vez primera por la cantante mexicana Yuri en ese mismo año, es un éxito musical en el mundo hispanohablante y ha sido reinterpretada por diversos grupos y solistas.

## Éxito

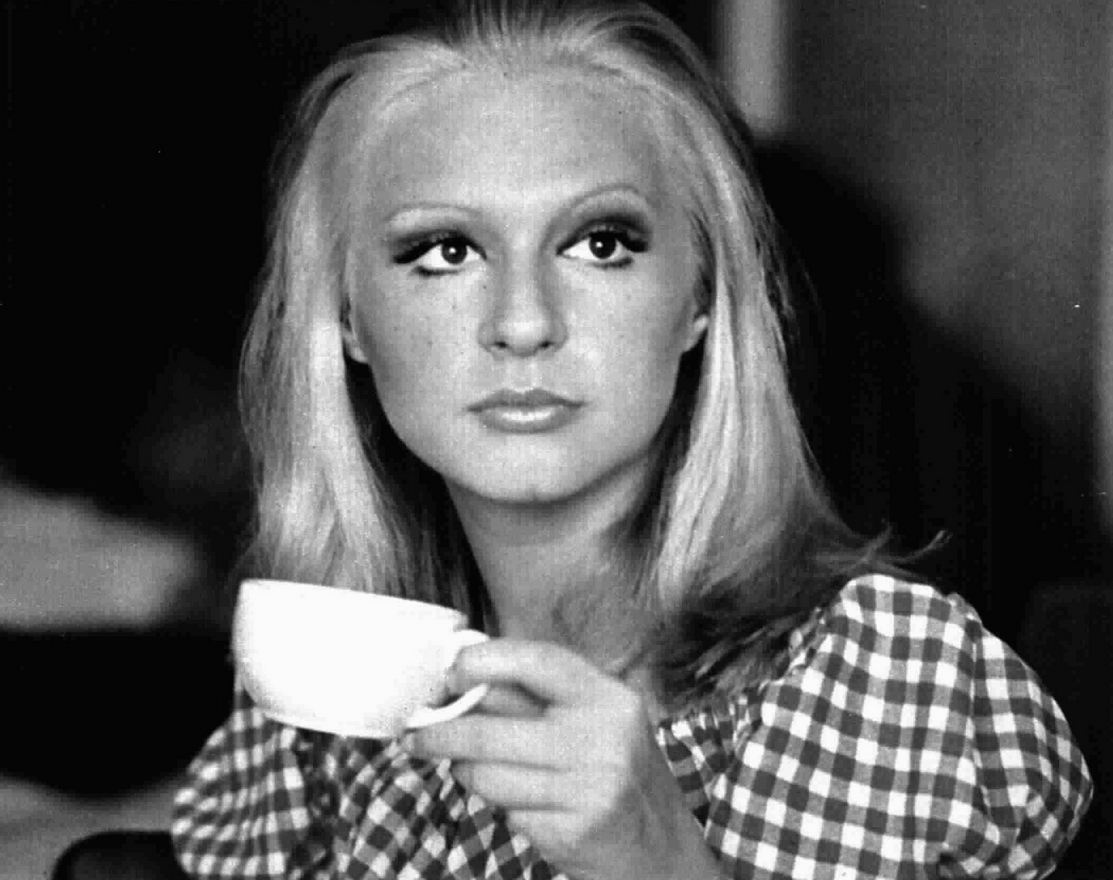
Loretta Goggi obtuvo el segundo puesto en el XXXI Festival de San Remo con esta canción.

Además del reconocimiento en el festival, la canción tuvo un éxito comercial considerable, vendiendo más de un millón de copias. El sencillo (publicado junto a la canción «Mi solletica l'idea») entró en los diez primeros discos más vendidos en Italia en la semana del 14 de marzo de 1981 en tercera posición, y permaneció allí durante catorce semanas, ganando también una primera posición en la semana del 21 de marzo. Al final del año, el disco de Goggi fue el octavo sencillo más vendido de 1981, convirtiéndose en el mayor éxito de la cantante, y sin duda su canción más conocida.
El sencillo también se distribuyó en Portugal, Países Bajos y Alemania. La canción fue un gran éxito también en Suiza, donde logró llegar a la segunda posición, mientras que en Alemania y en Austria llegó a la octava y novena posición respectivamente.

### Posiciones en listas de popularidad

#### Italia
| Posición | 3 | 1 | 3 | 3 | 3 | 3 | 3 | 3 | 5 | 4 | 6 | 7 | 8 | 8 |

#### Europa
| Listas (1981)                       | Posición más alta | Ref.   |
| ----------------------------------- | ----------------- | ------ |
| Suiza (Schweizer Hitparade)         | 2                 | [ 12 ] |
| Alemania (GfK Entertainment Charts) | 8                 | [ 13 ] |
| Austria (Ö3 Austria Top 40)         | 9                 | [ 14 ] |

## Versiones
La canción ha sido interpretada por muchos cantantes italianos, entre ellos: Lorena Poggi en 1999, Nino de Angelo en 2004, Patrizio Buanne en 2007 y por el trío soprano Appassionante en 2011.
Con los años, la canción ha sido cantada en varios idiomas bajo diversos títulos: 
- La versión alemana fue interpretada en 1981 por Caterina Valente, titulada Das kommt nie wieder - Jeder Tag Hat Neue Lieder (‘Eso nunca volverá a suceder: todos los días tienen nuevas canciones’).[18]
- La versión checa fue interpretada por Petra Janů en 1984, titulada Moje malá Premiera (‘Mi pequeña primavera’).[19][20]
- Zaboravi (‘Olvidar’) fue interpretada en 1993 por la croata Maja Blagdan. Fue parte del disco Vino i gitare, por el que ganó el premio Porin a Mejor artista revelación en 1994.[21]
- En 1984 la canción danesa Noget si'r mig det er min dag (‘Algo me dice que es mi día’) fue interpretada por Dario Campeotto.[22]
- En 1982 la cantante finlandesa Paula Koivuniemi realizó la versión en finés titulada Aikuinen Nainen (‘Mujer madura’),[23] convirtiéndose en un gran éxito en aquel país y en una de las canciones favoritas de los karaokes.[24]
- Hervé Vilard editó en 1981 la canción francesa Va pour l'amour libre (‘Ir por el amor libre’).[25]

- La versión holandesa, Vrij als een vogel (‘Libre como un pájaro’), fue interpretada en 1981 por Conny Vandenbos y en 1999 por Dana Winner. Otra versión en este idioma, Zo lang geleden (‘Hace tanto tiempo’), fue editada en 1995 por el cantante flamenco Willy Sommers. Existe una tercera versión en neerlandés de 2012, cantada por el también belga Jo Vally, De Zon Schijnt In M'n Hart (‘El sol brilla en mi corazón’).[17]

También existe una versión en inglés interpretada por la cantante holandesa Danna Winner con el título Flying High (Volando alto).

### Himno de fútbol
En 1985, los hinchas del Hellas Verona fueron los primeros en corear la canción en un estadio de fútbol, durante un partido jugado en Avellino. En 2004 fue utilizado por el Empoli Football Club. En 2010, la canción es utilizada como coro por la Curva Sud del A.S. Roma y posteriormente grabada con el título Voglia di stringersi un po'.

### Versión en español

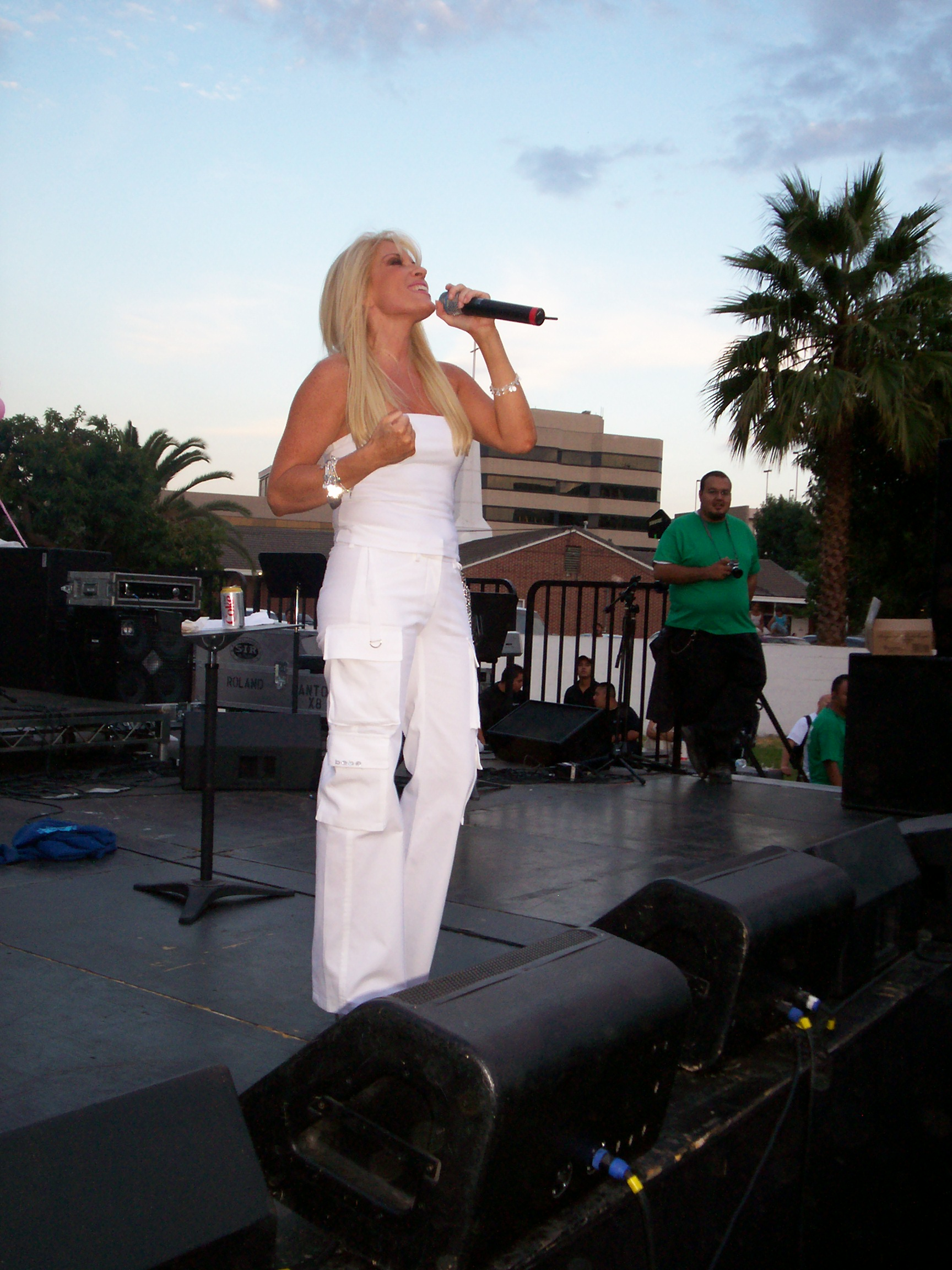
En 1982 Yuri versionó al castellano esta canción, la cual ha sido difundida y reinterpretada en el mundo hispanohablante.

En 1982 la cantante mexicana Yuri lanzó la versión en español titulada Maldita primavera como primer sencillo de su álbum Llena de dulzura. Rápidamente el tema cobró popularidad en toda América Latina y España. El álbum vendió más de 2.6 millones de copias, convirtiéndose en uno de los más grandes éxitos de la carrera de Yuri. A partir de entonces otros cantantes y grupos latinoamericanos e hispanohablantes han interpretado esta versión.
En 2001 los chilenos Javiera y Los Imposibles grabaron esta canción como parte de su álbum de versiones AM, lo que les supuso un éxito comercial y un renacimiento de la canción. A su vez, grabaron dos videoclips, uno de ellos haciendo referencia a que la balada de Yuri perteneció a un subgénero musical conocido como «música para planchar». Al año siguiente, la cantante española Ruth hizo su versión electrónica, producida por Carlos Jean.
Tras su paso por La Academia la mexicana Yuridia grabó en 2005 un cover de la versión de Yuri para su álbum La voz de un ángel, logrando colocar nuevamente el tema entre uno de los favoritos del público. En 2009 ambas cantantes interpretaron Maldita primavera en la gala de los Premios Oye! Otra mexicana que también quiso realizar su versión fue la ex Garibaldi Patricia Manterola en su disco de 2006 A mis Reinas.
El chileno Giovanni Falchetti grabó esta canción en 2008, volviéndola a poner en listas de popularidad en 2010; también editó un vídeo musical. Se cree erróneamente que Falchetti ha sido el primer cantante masculino en interpretar Maldita primavera, pero fue el actor y cantante argentino Juan Ramón quien la incluyó en su repertorio mucho antes que Falchetti, concretamente en su disco Reencuentro (1997).
La versión castellana no se ha restringido únicamente a la balada romántica. En 2012 la Banda San Juan Bautista la adaptó al género tambora sinaloense. En 2013, el cantante dominicano Yiyo Sarante realizó una versión salsera de Maldita primavera; dos años después, el colombiano Grupo BIP realizó un merengue de dicha canción.
El trío mexicano Pandora también ha incluido esta balada en su repertorio habitual y en su álbum Por eso... Gracias.
Maldita primavera forma parte del musical mexicano Mentiras, el cual está basado en las canciones más populares de la década de 1980. Así mismo, es parte de la banda sonora de la película peruana de 2018 Locos de amor 2, y de la serie de Netflix La casa de las flores. La canción también inspiró el título de una película española dirigida por Marc Ferrer. Un libro de temática LGBT titulado Al diablo la maldita primavera, novela ganadora con el Premio Nacional de Novela Ciudad de Bogotá en 2002 del escritor colombiano Alonso Sánchez Baute, inspira su título en esta balada.

#### Posiciones en listas de popularidad
- México (1982): 2.º lugar.[65]

### En la cultura
"La maldita primavera" en su versión versión mexicana de Yuri, es mencionada como fondo musical del final de la novela Silicona 5.0 del escritor uruguayo estadounidenses Jorge Majfud

### Cuadro-resumen de versiones
| Año  | Intérprete               | Título | País                 | Idioma    |
| ---- | ------------------------ | --- | -------------------- | --------- |
| 1981 | Loretta Goggi            | Maledetta primavera | Italia               | italiano  |
| 1981 | Caterina Valente         | Das kommt nie wieder - Jeder Tag Hat Neue Lieder (‘Eso nunca volverá a suceder: todos los días tienen nuevas canciones’) | Alemania             | alemán    |
| 1981 | Hervé Vilard             | Va pour l'amour libre (‘Ir por el amor libre’)                                                                           | Francia              | francés   |
| 1981 | Conny Vandenbos          | Vrij als een vogel (‘Libre como un pájaro’)                                                                              | Países Bajos         | holandés  |
| 1981 | Yuri                     | Maldita primavera | México               | español   |
| 1982 | Paula Koivuniemi         | Aikuinen Nainen (‘Mujer madura’)                                                                                         | Finlandia            | finlandés |
| 1984 | Petra Janů               | Moje malá Premiera (‘Mi pequeña primavera’)                                                                              | Checoslovaquia       | checo     |
| 1984 | Dario Campeotto          | Noget si'r mig det er min dag (‘Algo me dice que es mi día’)                                                             | Dinamarca            | danés     |
| 1993 | Maja Blagdan             | Zaboravi (‘Olvidar’) | Croacia              | croata    |
| 1995 | Willy Sommers            | Zo lang geleden (‘Hace tanto tiempo’)                                                                                    | Bélgica              | holandés  |
| 1997 | Juan Ramón               | Maldita primavera | Argentina            | español   |
| 1999 | Lorena Poggi             | Maledetta primavera | Italia               | italiano  |
| 1999 | Dana Winner              | Vrij als een vogel (‘Libre como un pájaro’)                                                                              | Bélgica              | holandés  |
| 2001 | Javiera y Los Imposibles | Maldita primavera | Chile                | español   |
| 2002 | Ruth                     | Maldita primavera | España               | español   |
| 2004 | Nino de Angelo           | Maledetta primavera | Italia               | italiano  |
| 2004 | Pandora                  | Maldita primavera | México               | español   |
| 2005 | Yuridia                  | Maldita primavera | México               | español   |
| 2006 | Patricia Manterola       | Maldita primavera | México               | español   |
| 2007 | Patrizio Buanne          | Maledetta primavera | Italia               | italiano  |
| 2008 | Giovanni Falchetti       | Maldita primavera | Chile                | español   |
| 2011 | Appassionante            | Maledetta primavera | Italia               | italiano  |
| 2012 | Jo Vally                 | De Zon Schijnt In M'n Hart (‘El sol brilla en mi corazón’)                                                               | Bélgica              | holandés  |
| 2012 | Banda San Juan Bautista  | Maldita primavera | México               | español   |
| 2013 | Yiyo Sarante             | Maldita primavera | República Dominicana | español   |
| 2015 | Grupo BIP                | Maldita primavera | Colombia             | español   |

Leyenda
     Versión original.
     Versión en italiano.
     Versión en español.
     Versión en otro idioma que no sea italiano o español.